# Старе Місто (Ряшів)
Старе Місто (пол. Staromieście) — колишнє село, а тепер — округ у центральній частині міста Ряшів, розташованого в Польщі, Підкарпатське воєводство

## Історія
19 січня 1354 року Казимир III надав Ряшів з привілеєм закріпачення за німецьким правом у володіння Яну Пакославу зі Строжиська гербу Півкозич, який став підписуватись Жешовський (Ряшівський, (пол. Rzeszowski) і переніс Ряшів на місце нинішнього ринку, а за колишнім поселенням Ряшів залишилась назва Старе Місто.
За податковим реєстром 1589 р. село належало Ліґензам, входило до Перемишльської землі Руського воєводства, в селі були 17 і 1/2 ланів (коло 400 га) оброблюваної землі, 2 млини, 7 загородників, 7 коморників з тягловою худобою і 4 без худоби.
Шематизм 1836 року фіксує рештки українського населення села, які належали до греко-католицької парафії Залісє Каньчузького деканату Перемишльської єпархії. На той час унаслідок півтисячоліття насильної асиміляції українці лівобережного Надсяння опинилися в меншості.
У 1858 році через село прокладена Галицька залізниця імені Карла Людвіга зі станцією.
Відповідно до «Географічного словника Королівства Польського» у 1890 році Старе Місто знаходилося у Ряшівському повіті Королівства Галичини і Володимирії Австро-Угорщини, було 237 будинків і 1352 жителі, з них 1310 римо-католиків, 2 протестанти та  40 юдеїв.
У 1934-1939 рр. село входило до ґміни Тшебовнісько Ряшівського повіту Львівського воєводства Польщі.
Південну частину села у 1902 році було приєднано до міста Ряшів, у 1951 році село повністю увійшло в межі міста.